# Lepidotrigla kishinouyi
Lepidotrigla kishinouyi és una espècie de peix pertanyent a la família dels tríglids.

## Descripció
- Fa 20 cm de llargària màxima.[2][3]

## Hàbitat
És un peix marí, demersal i de clima temperat que viu entre 40-140 m de fondària.

## Distribució geogràfica
Es troba al Pacífic nord-occidental: el sud del Japó i el mar de la Xina Oriental.

## Observacions
És inofensiu per als humans.